# Tiny Boosman-van Delft
Ettina Frederika Hermanna Cornelia (Tiny) Boosman-van Delft (Dordrecht, 21 december 1908 - Bergen, 8 april 2005) was een Nederlands verzetsstrijdster tijdens de Tweede Wereldoorlog.

## Biografie
Tiny Boosman-van Delft was een dochter van Paulus van Delft en Barendina Marina van der Valk. In haar jeugd woonde zij met haar ouders in Batavia, waar haar vader administrateur was van een stoomvaartmaatschappij. Op achttienjarige leeftijd trouwde zij met Dirk Jan Boosman (1893-1963), scheepsarts en later huisarts in Velsen. Zij kregen vier kinderen.
Nadat hun huis in Velsen was gevorderd, verhuisde het gezin mei 1941 naar Amsterdam. Tiny Boosman werd koerierster voor de LO-Noord-Holland van Henk Dienske. Zij werd verantwoordelijk voor de hulp aan honderden onderduikers in Amsterdam-Oost. Begin mei 1941 stond de SD voor de deur en werd zij gearresteerd, maar na een paar dagen weer vrijgelaten. Op 22 mei 1944 deed de SD een inval in het kantoor van verzetsman Frans Stroethoff. Boosman kreeg per telefoon de waarschuwing "Zeg, Stroethoff is ernstig ziek, geef het even door". Ze ging voor overleg naar het huis van Nel Hillers, een andere koerierster voor de LO, maar die was inmiddels gearresteerd. Direct nadat ze aanbelde, werd ook Boosman gearresteerd en overgebracht naar het Huis van Bewaring aan de Amstelveenseweg.
Op dezelfde dag werd ook Kek Yzerdraat opgepakt en aan de Amstelveenseweg opgesloten. Begin juli 1944 werden Tiny Boosman, Nel Hillers en Kek Yzerdraat naar Kamp Vught overgebracht, waar Boosman werd tewerkgesteld in het Michelincommando. Op 20 augustus 1944 deden Tiny Boosman, Nies Verbeek en Atie Le Mair een poging uit het Michelincommando te vluchten. Ze werden betrapt en op 22 augustus 1944 in de bunker van Kamp Vught opgesloten tot het kamp begin september werd ontruimd. Alle vrouwen werden naar Ravensbrück gedeporteerd. In oktober 1944 werd Boosman geselecteerd voor werk in het Agfacommando, een buitenkamp van concentratiekamp Dachau. Eind april werd het kamp geëvacueerd en gingen ruim vijfhonderd vrouwen op dodenmars naar het zuiden. Op 1 mei werden zij in Wolfratshausen door de Amerikanen bevrijd.
In juli 1945 keerde Boosman met haar gezin terug naar hun oude woning in Velsen. Zij overleed op 8 april 2005 op 96-jarige leeftijd en werd begraven op begraafplaats Westerveld.

## Eerbetoon
Na de oorlog kreeg Tiny Boosman-van Delft het Verzetsherdenkingskruis.